# Шпион в маске
Шпион в маске (пол. Szpieg w masce) — польская мелодрама, черно-белый фильм 1933 года.

## Сюжет
Профессор Скальский изобрел лучи, которые могут остановить работу любого двигателя. Певица Рита — шпионка вражеской державы. Она получила приказ обольстить сына профессора, чтобы с его помощью выкрасть изобретение. Всё осложняет настоящая любовь.

## В ролях
- Ежи Лещинский — профессор Скальский
- Ежи Пихельский — Ежи, сын профессора
- Ханка Ордонувна — Рита Хольм, певица и шпионка
- Богуслав Самборский — Педро, руководитель агентуры
- Иго Сым — шеф польской контрразведки
- Лена Желиховская — агент польской контрразведки
- Ванда Яршевская — клиентка в магазине
- Алина Желиская — клиентка
- Здзислав Карчевский — Альберт, продавец
- Лех Оврон — разговаривающий с профессором на трибунах
- Лода Немижанка
- Анджей Богуцкий
- Зыгмунт Хмелевский и др.